# Nando Muñoz
Fernando Muñoz García, deportivamente conocido como Nando (Sevilla, 30 de octubre de 1967) es un futbolista español retirado. Jugaba como defensa lateral o central. Desarrolló su carrera profesional en el Sevilla FC, el F.C. Barcelona, el Real Madrid y el RCD Espanyol, así como con la selección de España.

## Trayectoria
Criado en el barrio de La Macarena de Sevilla concretamente en la Huerta del Hierro, se formó en la cantera del Sevilla FC. Empezó su carrera jugando como centrocampista, pero como profesional fue retrasado a la defensa, aprovechando así su envergadura física.
Debutó con en Primera División con el Sevilla el 22 de febrero de 1986 ante el Athletic Club. Fue consolidándose en el equipo hispalense, hasta convertirse en un fijo en las alineaciones la temporada 1989/90. 
Su buen rendimiento esa campaña llamó la atención de Johan Cruyff y el verano de 1990 se incorporó al F.C. Barcelona tras un acuerdo de cesión con Sevilla por dos años. Su llegada al club catalán coincidió con la eclosión del histórico Dream Team.
En Barcelona Nando vivió una de sus mejores etapas profesionales y rápidamente se hizo con la titularidad en el eje de zaga. En su primera temporada conquistó la liga y jugó la final de la Recopa de Europa, que los catalanes perdieron ante el Manchester United. La siguiente campaña, además de revalidar el título liguero, disputó los 120 minutos de la histórica final de Wembley, en la que los azulgrana conquistaron su primera Copa de Europa.
Sin embargo, el verano de 1992 el Sevilla FC decidió ejercer sus derechos sobre el jugador y repescarlo, aunque Nando no volvió a lucir la camiseta sevillista, ya que poco después abonó los 500 millones de pesetas de su cláusula de rescisión y, una vez libre, firmó un contrato de cuatro años con el Real Madrid. El F.C. Barcelona llegó a demandar al Sevilla FC al considerar que la rocambolesca operación era un ardid de la entidad andaluza para eludir la cláusula que le impedía traspasar al jugador hasta dos años después de haberlo reintegrado a su disciplina.
En su primer año en Madrid Nando logró hacerse con un hueco en el once titular de un equipo que se quedó a las puertas de ganar la liga, título que se escapó en la última jornada en beneficio, precisamente, del F.C. Barcelona. No obstante, los blancos pudieron celebrar esa temporada un título, la Copa del Rey, ganada ante el Real Zaragoza en una final que Nando disputó como titular.
La siguiente campaña, con la llegada de Rafa Alkorta, Nando perdió su puesto de titular indiscutible en la zaga madridista, participando en catorce encuentros ligueros.
La llegada de Jorge Valdano al banquillo del Real Madrid, la temporada 1994/95, todavía complicó más la situación del defensa sevillano. El central no pudo contribuir al título liguero de su equipo, ya que el técnico argentino sólo le alineó en un encuentro, la intrascendente penúltima jornada, que se disputó con el título ya decidido a favor de los blancos.
La campaña 1995/96 comenzó su cuarta temporada en el Real Madrid pero, ante la falta de minutos, en el mercado de invierno regresó a Barcelona para jugar en el RCD Espanyol.
En el club perico militó seis temporadas, en las que participó en dos ediciones de la Copa de la UEFA y conquistó una Copa del Rey. A causa de las continuas lesiones, se retiró al término de la temporada 2000/01.

## Selección nacional
Fue internacional en ocho ocasiones con la selección de fútbol de España. Debutó en un partido contra Brasil el 12 de septiembre de 1990.

## Clubes
| Club             | País   | Año       |
| ---------------- | ------ | --------- |
| Sevilla Atlético | España | 1986-1987 |
| Sevilla FC       | España | 1987-1990 |
| F.C. Barcelona   | España | 1990-1992 |
| Real Madrid CF   | España | 1992-1996 |
| RCD Espanyol     | España | 1996-2001 |

## Palmarés

### Campeonatos nacionales
| Título                  | Club           | País   | Año  |
| ----------------------- | -------------- | ------ | ---- |
| Liga española de fútbol | F.C. Barcelona | España | 1991 |
| Liga española de fútbol | F.C. Barcelona | España | 1992 |
| Copa del Rey            | Real Madrid    | España | 1993 |
| Supercopa de España     | Real Madrid    | España | 1993 |
| Liga española de fútbol | Real Madrid    | España | 1995 |
| Copa del Rey            | RCD Espanyol   | España | 2000 |

### Copas internacionales
| Título           | Equipo (*)     | Sede    | Año  |
| ---------------- | -------------- | ------- | ---- |
| Champions League | F.C. Barcelona | Londres | 1992 |

### Otros títulos oficiales
| Título           | Equipo         | Región   | Año  |
| ---------------- | -------------- | -------- | ---- |
| Copa Generalidad | F.C. Barcelona | Cataluña | 1991 |
| Copa Cataluña    | RCD Espanyol   | Cataluña | 1996 |
| Copa Cataluña    | RCD Espanyol   | Cataluña | 1999 |